# Kvantitativna genetika
Kvantitativna genetika je veja genetike, ki preučuje kontinuirane kvantitativno merljive lastnosti in ugotavlja, kolikšen delež variance v fenotipu je mogoče pojasniti z varianco v genotipu oz. okolju. Izhaja iz predpostavke, da če genetski dejavniki vplivajo na kvantitativno lastnost, se podobnost med sorodniki zvišuje z naraščanjem stopnje genetske podobnosti.

## Podobnosti med sorodniki
Genetske podobnosti med sorodniki so sledeče:
- enojajčni dvojčki: 100 %
- prvostopenjski sorodniki: dvojajčni dvojčki, bratje in sestre, starši – otroci: 50 %
- drugostopenjski sorodniki: stari starši, vnuki, polbratje in polsestre, tete in strici, nečaki: 25 %
- tretjestopenjski sorodniki: prastari starši, bratranci, sestrične, pravnuki, stari strici, tete, pranečaki: 12,5 %
- posvojitvena razmerja: 0 %.[1]

## Koeficient dedljivosti
S študijami dvojčkov in posvojitvenimi študijami lahko ocenimo, kolikšen je koeficient dedljivosti (h2) – to pomeni, kolikšen delež variance v vedenju lahko pripišemo varianci v genotipu (obratno lahko ocenimo tudi koeficient "okoljskosti", e2). Celotno varianco fenotipa lahko razdelimo na varianco genotipa, varianco okolja in varianco napake merjenja. Varianco genotipa lahko nadalje razdelimo na aditivne genetske vplive (za katere velja, da če ima posameznik več genov za neko lastnost, ima to lastnost bolj izraženo) in neaditivne genetske vplive (tu gre za dominantni način dedovanja, tj. interakcije različnih alelov na istem lokusu, ali za epistazo, tj. interakcija med posameznimi geni na različnih lokusih). Varianco okolja lahko razdelimo na varianco okolja, ki si ga posamezniki delijo (okolje, ki na vse člane družine vpliva enako; včasih je poimenovana varianca znotraj družin), in varianco okolja, ki si ga posamezniki ne delijo (vse okolje, ki vpliva različno na različne člane družine; včasih poimenovana varianca med družinami). Pomembno je omeniti, da slednje ni mogoče izračunati neposredno, zato zajema tudi varianco napake ter korelacijo in varianco interakcije genotip–okolje.
Omenjene delitve varianc so prikazane v naslednjih enačbah:
1. VF = VG + VO
2. VF = (VGA + VGNA) + (VOD + VOND)
3. VF = (VGA + VGNA) + (VOD + VOND + VG×O + VN)[2]

Kratice: V= varianca, F = fenotip, G = genotip, O = okolje, GA = aditivni genotip, GNA = neaditivni genotip, OD = okolje, ki si ga posamezniki delijo, OND = okolje, ki si ga posamezniki ne delijo, G×O = interakcija genotip–okolje, N = napaka.
Koeficient dedljivosti torej izračunamo na podlagi genetske podobnosti; koeficient okolja, ki si ga posamezniki delijo izračunamo na podlagi podobnosti v družinskem okolju, ostanek variance pa pripišemo varianci v okolju, ki si ga ljudje ne delijo in varianci napake merjenja.
Ločimo dva tipa dedljivosti: (1) dedljivost s širšem smislu in (2) dedljivost v ožjem smislu. Prvo ugotavljamo pri študijah dvojčkov, drugo pa pri posvojitvenih študijah med brati in sestrami oz. dvojajčnimi dvojčki. Prva vključuje vse tipe genetske variabilnosti, druga pa zgolj aditivnega (kot je prikazano v enačbah). 
- dedljivost v širšem smislu:	{\displaystyle h^{2}={\frac {V_{G}}{V_{F}}}}
- dedljivost v ožjem smislu:	{\displaystyle h^{2}={\frac {V_{GA}}{V_{F}}}}

Možen je tudi vpliv genotipa na okolje, ki si ga ljudje ne delijo, tj. korelacija genotip–okolje (r G–O). To pomeni, da tudi okolje lahko "dedujemo" in da je to, kar se zdi kot neposredni vpliv okolja deloma vpliv posameznikovih genov. Ločimo tri tipe korelacije genotip–okolje:
- evokativni: posamezniki izzovejo različne odzive okolja, ki so odvisni od njihovega genotipa (npr. nemiren otrok bo izzval neugodne odzive s strani staršev in bo zato bolj podvržen stresu, kar lahko vpliva na večjo verjetno za razvoj psihopatologij);
- pasivni: otroci "podedujejo" družinsko okolje (npr. bolj verjetno je, da bo intelektualno nadarjen otrok rojen v družino izobraženih staršev, ki mu bodo nudili ugodno okolje za razvoj njegovih sposobnosti);
- aktivni: posamezniki si izbirajo okolje glede na svoj genotip (npr. ekstravertni posamezniki se bodo bolj vključevali v socialne aktivnosti, kar bo imeli ugoden vpliv na njihovo blagostanje in varovalen učinek na razvoj psihičnih motenj).[1]

Študije dvojčkov in posvojitvene študije izhajajo iz naslednjih predpostavk:
- vpliv genov na fenotip je aditiven;
- genotip ne korelira in ni v interakciji z okoljem.

Pri tem se pojavi problem, ker te postavke ne držijo vedno. Obstajajo namreč dokazi za neaditivni – epistatični vpliv (interakcija med geni) ter za korelacijo in interakcijo genotip–okolje.
Še ena predpostavka je, da ne obstaja genetska podobnost med starši, vendar tudi ta ne drži vedno, saj obstajajo dokazi, da prihaja do izbirnega partnerstva (partnerji imajo določene fenotipske podobnosti, ki so lahko posledica podobnosti v genotipu). To lahko privede do prevelikih ocen koeficientov dedljivosti.
Varianco fenotipa lahko torej v bistvu lahko razdelimo še bolj podrobno, kot je prikazano v naslednji enačbi:
VF = VGA + VD + VE + VIP + VOD + VOND + VG×O + CovG−O +  VN
Kratice: D = dominanca, E = epistaza, IP = izbirno partnerstvo, CovG–O = kovarianca (korelacija) genotip–okolje

## Študije dvojčkov
Pri študijah dvojčkov lahko koeficient dedljivosti ocenimo na več načinov, odvisno od tipa študije. Če opazujemo enojajčne dvojčke, ki so bili ločeni ob rojstvu, potem je koeficient dedljivosti enak korelaciji med dvojčki. Če primerjamo enojajčne in dvojajčne dvojčke (neposvojene), potem je koeficient dedljivosti enak dvakratni razliki korelacij med enojajčnimi in dvojajčnimi dvojčki. Ta tipa dedljivosti vključujeta tako aditivni kot neaditivni (dominanca, epistaza) genetski vpliv.
Študije dvojčkov so pokazale, da je koeficient dedljivosti za vse osebnostne poteze okoli ,50 (večinoma od ,40 do ,60), in sicer je bilo to dokazano na različnih vzorcih v različnih državah in z različnimi merskimi instrumenti. Pri tem je bil učinek okolja, ki si ga posamezniki delijo, večinoma zanemarljiv, ostalo pa lahko pripišemo vplivu okolja, ki si ga posamezniki ne delijo, in napaki merjenja.

## Posvojitvene študije
V posvojitvenih študijah lahko koeficient dedljivosti izračunamo kot dvakratnik korelacije med genetskimi starši in posvojenimi otroci ali kot dvakratnik korelacije med sorojenci, ki so bili ločeni ob rojstvu. Koeficient okolja, ki si ga ljudje delijo, pa izračunamo kot korelacijo med soposvojenci ali kot korelacijo med krušnimi starši in posvojenimi otroci.
Korelacija med biološkimi starši in posvojenci se lahko pojavi samo zaradi vpliva aditivnih genetskih vplivov – če so bili ločeni zelo zgodaj (lahko pa se pojavi tudi zaradi vpliva zelo zgodnjih interakcij ali vpliva prenatalnega okolja). Korelacija med krušnimi starši in posvojenimi otroci se lahko pojavi samo zaradi vplivov okolja, ki si ga ljudje delijo. Pri tem se lahko pojavi problem selektivnega posvojevanja – krušni starši otrok ne izbirajo povsem naključno, pač pa obstaja določena genetska in okoljska podobnost med njimi (npr. ista kultura, ista barva kože). Poleg tega je lahko variabilnost okolja krušnih staršev omejena, saj posvojitvene agencije za posvojitve izbirajo starše (oz. se za posvojitve odločijo taki starši), ki živijo v urejenih razmerah, imajo ugoden ekonomski položaj in imajo določene osebnostne značilnosti. To otežuje ugotavljanje negativnih genetskih in okoljskih vplivov pri določenih psiholoških lastnostih, predvsem psihopatoloških.
Koeficienti dedljivosti za osebnostne poteze izračunani v posvojitvenih študijah so bili za razliko od tistih v prej omenjenih študijah dvojčkov (~ ,50) večinoma okoli ,30. Do razlik je lahko prišlo zaradi neaditivnih genetskih vplivov (epistaze), ki vplivajo na večjo podobnost med enojajčnimi dvojčki v primerjavi z dvojajčnimi, in ne vplivajo na podobnost med otroci in starši (gre za razliko med prej omenjenima tipoma dedljivosti – v širšem in ožjem smislu). Varianca neaditivnega vpliva na osebnostne poteze pa je manjša, in sicer predstavlja okoli 10–20 % celotne variance vpliva genotipa na fenotip.

## Omejitve koeficienta dedljivosti
Kvantitativna genetika izhaja iz več predpostavk (navedene zgoraj), ki ne držijo vedno. Problemi tovrstnih študij so, da so nenadzorovane – gre za naravne eksperimente. Take eksperimente je sicer možno nadzorovano izvajati na živalih, vendar imajo ti druge pomanjkljivosti, npr. težko posplošujemo iz fenotipa živali na fenotip ljudi.
Pri interpretaciji koeficienta dedljivosti moramo upoštevati naslednje:
- zanesljivost ocene dedljivosti je odvisna od zanesljivosti in veljavnosti fenotipske mere;
- koeficient dedljivosti velja za določeno populacijo v določenem času (lahko je različen med različnimi skupinami ljudi in se spreminja z generacijami in s starostjo);
- ne pove nam ničesar o posamezniku – kolikšen delež neke lastnosti pri posamezniku lahko pripišemo genetskim oz. okoljskim vplivom;
- koeficienta dedljivosti ne moremo posploševati iz ene populacije na drugo;
- dedljivost je nenatančna statistika in zahteva velike vzorce za zanesljive rezultate.[1][4]

Upoštevati je potrebno še, da visok koeficient dedljivosti ne pomeni, da okolje nima nobenega vpliva – okolje ima namreč lahko enak vpliv na vse pripadnike populacije. Primer tega je telesna višina, katere dedljivost je ,90, vendar se je med generacijami zaradi okoljskih vplivov spreminjala. Velja pa tudi obratno: če je koeficient dedljivosti nizek, to lahko pomeni, da gre za univerzalne gene – npr. dedljivosti lastnosti, da hodimo po dveh nogah, je enaka nič (če je izračunana na vzorcu ljudi), vendar nanjo vplivajo geni, ne okolje.